# 滋野氏 (神別)
滋野氏（しげのうじ）は、「滋野」を氏の名とする氏族。
姓（かばね）は当初滋野宿禰で宿禰姓であったが、弘仁年間に朝臣姓となった。信濃国の有力国人であった海野氏・根津氏・望月氏は滋野氏の後裔を称しているが、滋野氏の祖は清和天皇であると称している（滋野氏（滋野三家））。

## 概要
『新撰姓氏録』によれば、紀伊国造の流れをくむ紀氏と同族で、天道根命の後裔とされ、旧姓は楢原造（ならはらのみやつこ）、次いで伊蘇志臣（いそしのおみ）。同時に、天道根命は神魂神の5世の孫で、伊蘇氏（伊蘇志）・楢原氏・滋野氏の祖と伝わる。
天平勝宝2年（750年）に駿河守として駿河国へ赴任した一族の楢原東人が駿河国庵原郡田子の浦（現在の静岡県静岡市清水区）で黄金を発見し、これを朝廷に献上したことからその功を賞した孝謙天皇が「かいがいしく勤める者」という意味で伊蘇志臣（勤臣とも作る）と賜姓し（「いそし」は「勤（いそし）む」の「いそし」）、延暦17年（798年）に伊蘇志家訳が滋野宿祢と賜姓されて以後、宿祢姓の滋野氏となり、さらに弘仁14年（823年）には家訳とその子の貞主が滋野朝臣姓を賜っている。
なお、「滋野」の氏名（うじな）の意味について、未詳ながら草木の茂る野にちなんで一族の繁栄を願った美称ではないかとされる。
『姓氏録』には同族として上記紀氏の他、大村（右京、和泉国）、大家（大宅）（右京）、大坂、伊蘇志（以上大和国）、川瀬、直尻、高野（以上和泉国）の諸氏を掲げいる。紀伊国には同じく天道根命を祖神とする紀伊国造家や名草氏がおり、和泉国に著名な物部氏（饒速日命の後裔）とは別系統と思われる物部氏（姓は連）もいた。